# Agen
Agen — метеорит-хондрит массой 30 кг, упавший 5 сентября 1814 года в Лот и Гаронна, во Франции. Хранится в Метеоритной коллекции РАН.

## Классификация
Метеорит относится к классу хондритов, к 5 группе.